# Saint-Bresson (Gard)
Saint-Bresson é uma comuna francesa na região administrativa de Occitânia, no departamento de Gard. Estende-se por uma área de 8,4 km². Em 2010 a comuna tinha 58 habitantes (densidade: 6,9 hab./km²).